# Peter Kjær
Peter Krarup Kjær, född 1949, död 2021, var en dansk arkitekt.
Peter Kjær var rektor för Arkitektskolen Aarhus i Danmark 1999–2005.. Han var också den första rektorn för Arkitekthögskolan vid Umeå universitet från hösten 2009 till sommaren 2013, då han fick avgå med motiveringen att han varit vidlyftig med representationskostnader.
I januari 2013 tillträdde han posten som chef för North Carolina State University:s Praha Institute i Prag i Tjeckien.